# Platycerus turnai
Platycerus turnai es una especie de coleóptero de la familia Lucanidae.

## Distribución geográfica
Habita en Hubei (China).